# Willard Van der Veer
Willard Van der Veer (* 23. August 1894 in Brooklyn, New York City; † 16. Juni 1963 in Encino, Kalifornien) war ein US-amerikanischer Kameramann. Bei der Oscarverleihung im November 1930 erhielt er den Oscar für die beste Kamera.

## Biografie
Gemeinsam mit Joseph T. Rucker begleitete Van der Veer in den Jahren 1928–1930 die erste Antarktis-Expedition von Richard E. Byrd für über ein Jahr in die Antarktis. Aus den Filmaufnahmen dort entstand der Dokumentarfilm Mit Byrd zum Südpol, für den Van der Veer und Rucker 1930 mit einem Academy Award ausgezeichnet wurden. Bei dem 10-minütigen dokumentarischen Kurzfilm Three on a Rope (1938) über das Besteigen des Tahquitz Rock in den südkalifornischen San Jacinto Mountains war er nicht nur Kameramann, sondern auch Regisseur und Drehbuchautor.
Er war auch Kameramann bei dem Dokumentarfilm Giant' Stars Are Off to Texas (1955), der ein Treffen der Darsteller und der Filmcrew von Giganten von George Stevens zeigt, sowie zuletzt bei dem Sci-Fi-Horrorfilm The Crawling Hand (1963) von Herbert L. Strock. Zu Beginn der 1960er Jahre war er auch Kameradirektor bei Folgen der Fernsehserie Maverick. Nach ihm ist der Mount Van der Veer im westantarktischen Marie-Byrd-Land benannt.